# Tchadiske film
Dette er en liste over tchadiske film. 

## A
- Abattoirs de Forchia, Les (1966)
- Abouna (2002)

## B
- Bye Bye Africa (1999)

## C
- Changing Rooms (2005)

## D
- Daratt (2006)
- Daresalam (2000)
- Don't. Don't Break Up with Megan (2004)
- DP75: Tartina City (2006)

## E
- Enfant du Tchad, L' (1969)

## G
- Goï-Goï (1995)

## K
- Kalala (2005)

## T
- Troisième jour, Le (1967)